# Krakowiacy i Górale
Cud mniemany, czyli Krakowiacy i Górale est un vaudeville avec une musique de Jan Stefani sur un livret de Wojciech Bogusławski, mis en scène le dimanche 1er mars 1794 au Théâtre national de Varsovie.

## Histoire
La première de l'opéra a lieu quatre semaines avant le serment de Tadeusz Kościuszko. Il réunit l'élite polonaise d'avant le troisième partage - officiers russes, officiers polonais, nobles et riches bourgeois, ainsi que des magnats et d'autres personnes fortunées. Les décorations sont préparées par Antoni Smuglewicz. Outre les chanteurs connus du Théâtre national, Wojciech Bogusławski chante lui-même dans l'opéra.
La pièce est considérée comme le premier opéra national (terme de Leon Schiller). Grâce à Schiller (et à son arrangement), l'opéra (vaudeville) revient définitivement au répertoire de l'opéra national polonais,. Le 30 novembre 1946 a lieu la première « schillerienne » de la pièce, avec entre autres, Kazimierz Dejmek, sur scène.
Le lieu de l'action est le moulin et la taverne encore préservés à côté de l'abbaye de Mogila. À l'époque où Wojciech Bogusławski étudie à l'école Nowodworski, une fête est organisée deux fois par an à Mogiła, alors près de Cracovie, à laquelle participe en grand nombre les habitants de la région de Cracovie et les montagnards. Bogusławski connaissait peut-être cet endroit, notamment parce qu'il était membre de la communauté de Cracovie. Bogusławski connaissait peut-être aussi l'endroit parce que Mogiła se trouvait sur la route de Kościelniki, où vivaient à l'époque ses grands-parents du côté de sa mère, les Linowski.